# Helissio
Hélissio (1993-2013) est un cheval de course français né des œuvres de Fairy King et de Helice, par Slewpy, et mort le 8 octobre 2013. Propriété de Enrique Sarasola durant sa carrière de course, il était entrainé par Élie Lellouche et monté par Dominique Bœuf puis Olivier Peslier.

## Carrière
Hélissio se révèle à 3 ans comme le meilleur poulain de sa génération. Après ses victoires dans les Prix Noailles et Lupin, il fait figure d'épouvantail dans le Prix du Jockey-Club, qui doit le couronner. Mais tout se passe de travers, le poulain tire comme un treuil et s'asphyxie sur son mord avant même le début des hostilités. Son jockey, Dominique Bœuf, fait les frais de cette déconvenue. C'est désormais Olivier Peslier qui est chargé de le mener à la victoire dans le Prix de l'Arc de Triomphe, son objectif de fin de saison. Avant cela, et plutôt que se reposer durant l'été, Hélissio remporte le Grand Prix de Saint-Cloud devant le champion Swain, et s'octroie en septembre le Prix Niel. Puis vient l'Arc, où le cheval fait une démonstration de force, attaquant de loin pour s'imposer au ralenti, par 6 longueurs devant Pilsudski, égalant ainsi le record de distance à l'arrivée établi par les grands Ribot en 1956 et Sea Bird en 1965. Pour terminer cette saison presque parfaite, Hélissio s'envole pour disputer la Japan Cup, dont il se classe troisième ex-æquo avec l'Anglais Strategic Choice, derrière la Japonaise Fabulous La Fouine et un autre Anglais, Singspiel. Malgré cette défaite, Hélissio est élu cheval européen de l'année et meilleur 3 ans, Timeform lui accordant un rating de 136.
Maintenu à l'entraînement à 4 ans, il n'a qu'un objectif : devenir le premier cheval à réaliser un doublé dans l'Arc depuis Alleged (77-78). Il effectue une rentrée victorieuse dans le Prix Ganay puis conserve son titre dans le Grand Prix de Saint-Cloud (monté par Cash Asmussen) et prend part aux King George, où il termine troisième à l'issue d'un mauvais parcours, derrière Swain et Pilsudski. Au lieu de poursuivre une voie toute tracée passant par le Prix Foy, l'entourage du fils de Fairy King décide de le présenter dans le Prix du Moulin de Longchamp. Challenge un peu fou, et préparation à l'Arc pour le moins originale, qui fait beaucoup jaser : un Arc-winner décrochant de la distance classique (2 400 m) pour faire un tour sur le mile, le tout à un mois de la grande épreuve, c'est du jamais vu. Hélissio relève pourtant le défi et fait taire ses détracteurs en obtenant une belle seconde place, seulement battu par un champion sur la distance, Spinning World. 
Tous les feux sont au vert pour un doublé dans l'Arc, sauf qu'entre-temps est apparu le phénoménal Peintre Célèbre. Le duel entre les deux meilleurs éléments de leurs promotions respectives tourne court. Peintre Célèbre écrase la concurrence et s'envole dans un style éblouissant, éclipsant au passage Hélissio, largement battu pour la dernière course de sa carrière. 

### Résumé de carrière
| Date         | Hippodrome  | Pays        | Course                                          | Statut      | Distance    | Jockey      | Place       | Écart       | Vainqueur ou deuxième |
| 1996, 3 ans  | 1996, 3 ans | 1996, 3 ans | 1996, 3 ans                                     | 1996, 3 ans | 1996, 3 ans | 1996, 3 ans | 1996, 3 ans | 1996, 3 ans | 1996, 3 ans           |
| ------------ | ----------- | ----------- | ----------------------------------------------- | ----------- | ----------- | ----------- | ----------- | ----------- | --------------------- |
| 25 mars      | Évry        | France      | Prix de Montaigu                                | Maiden      | 2 000 m     | D. Bœuf     | 1er / 6     | 10          | Nobel Tycoon          |
| 7 avril      | Longchamp   | France      | Prix Noailles                                   | Gr. 2       | 2 200 m     | D. Bœuf     | 1er / 5     | 4           | Arbatax               |
| 12 mai       | Longchamp   | France      | Prix Lupin                                      | Gr. 1       | 2 100 m     | D. Bœuf     | 1er / 5     | 3/4         | Loup Solitaire        |
| 2 juin       | Chantilly   | France      | Prix du Jockey Club                             | Gr. 1       | 2 400 m     | D. Bœuf     | 5e / 15     | 3 ¾         | Ragmar                |
| 30 juin      | Saint-Cloud | France      | Grand Prix de Saint-Cloud                       | Gr. 1       | 2 400 m     | O. Peslier  | 1er / 9     | 1           | Swain                 |
| 15 septembre | Longchamp   | France      | Prix Niel                                       | Gr. 2       | 2 400 m     | O. Peslier  | 1er / 10    | 1           | Darazari              |
| 6 octobre    | Longchamp   | France      | Prix de l'Arc de Triomphe                       | Gr. 1       | 2 400 m     | O. Peslier  | 1er / 16    | 5           | Pilsudski             |
| 24 novembre  | Tokyo       | Japon       | Japan Cup                                       | Gr. 1       | 2 400 m     | O. Peslier  | 3e / 15     | 2 ½         | Singspiel             |
| 1997, 4 ans  |             |             |                                                 |             |             |             |             |             |                       |
| 27 avril     | Longchamp   | France      | Prix Ganay                                      | Gr. 1       | 2 100 m     | O. Peslier  | 1er / 8     | 6           | Le Destin             |
| 29 juin      | Saint-Cloud | France      | Grand Prix de Saint-Cloud                       | Gr. 1       | 2 400 m     | C. Asmussen | 1er / 4     | 5           | Magellano             |
| 26 juillet   | Ascot       | Royaume-Uni | King George VI & Queen Elizabeth Diamond Stakes | Gr. 1       | 2 400 m     | C. Asmussen | 3e / 8      | 2 ¼         | Swain                 |
| 7 septembre  | Longchamp   | France      | Prix du Moulin de Longchamp                     | Gr. 1       | 1 600 m     | O. Peslier  | 2e / 9      | 3           | Spinning World        |
| 6 octobre    | Longchamp   | France      | Prix de l'Arc de Triomphe                       | Gr. 1       | 2 400 m     | D. Boeuf    | 6e / 18     | 7 ¾         | Peintre Célèbre       |

## Au haras
Devenu étalon, Hélissio est envoyé au Japon, puis en Australie, avant d'être rapatrié en Europe. Bien qu'il ait donné le champion australien Helenus (3 ans de l'année 2002 en Australie, vainqueur du Victoria Derby, des Rosehill Guineas et des Caulfield Guineas) et le bon Japonais Pop Rock (2e de la Japan Cup, de l'Arima Kinen et de la Melbourne Cup), il ne réussit pas une reconversion à la hauteur de ses prestations sur la piste. Il termine sa carrière de reproducteur en Irlande, pour la somme modique de 3 500 € la saillie. Il est mort en 2013. 

## Origines
Côté maternel, Hélissio est issu d'une famille sans gloire. Quant à son père, Fairy King, c'est un cheval qui n'eut aucun succès en courses, mais qui se vit ouvrir les portes du haras grâce à son pedigree, n'étant rien moins que le propre frère de Sadler's Wells, et donc le 3/4 frère de Nureyev. Parfois surnommé « le Sadler's Wells du pauvre » (lui qui émargeait tout de même à 50 000 Guinées irlandaises à la fin de sa carrière), il réussit brillamment à se faire un nom. Il donna une quinzaine de lauréats de groupe 1, parmi lesquels le champion Falbrav (Japan Cup, Eclipse Stakes, International Stakes, Queen Elizabeth II Stakes, Hong Kong Cup, Prix d'Ispahan, Prix Président de la République, Grand Prix de Milan), issu du même croisement que Hélissio (Fairy King sur une fille de Slewpy), mais aussi Oath (Derby d'Epsom), Turtle Island (Phoenix Stakes, 2.000 Guinées Irlandaises), Victory Note (Poule d'Essai des Poulains), etc. Par ailleurs Fairy King est le père de Encosta de Largo, deux fois tête de liste des étalons en Australie, qui émarge à près de 190 000 € la saillie. 

### Pedigree
| Origines de Hélissio (FR), mâle bai né en 1993 | Origines de Hélissio (FR), mâle bai né en 1993 | Origines de Hélissio (FR), mâle bai né en 1993 | Origines de Hélissio (FR), mâle bai né en 1993 |
| ---------------------------------------------- | ---------------------------------------------- | ---------------------------------------------- | ---------------------------------------------- |
| Père Fairy King                                | Northern Dancer                                | Nearctic                                       | Nearco                                         |
| Père Fairy King                                | Northern Dancer                                | Nearctic                                       | Lady Angela                                    |
| Père Fairy King                                | Northern Dancer                                | Natalma                                        | Native Dancer                                  |
| Père Fairy King                                | Northern Dancer                                | Natalma                                        | Almahmoud                                      |
| Père Fairy King                                | Fairy Bridge                                   | Bold Reason                                    | Hail to Reason                                 |
| Père Fairy King                                | Fairy Bridge                                   | Bold Reason                                    | Lalun                                          |
| Père Fairy King                                | Fairy Bridge                                   | Special                                        | Forli                                          |
| Père Fairy King                                | Fairy Bridge                                   | Special                                        | Thong                                          |
| Mère Helice                                    | Slewpy                                         | Seattle Slew                                   | Bold Reasoning                                 |
| Mère Helice                                    | Slewpy                                         | Seattle Slew                                   | My Charmer                                     |
| Mère Helice                                    | Slewpy                                         | Rare Bouquet                                   | Prince John                                    |
| Mère Helice                                    | Slewpy                                         | Rare Bouquet                                   | Forest Song                                    |
| Mère Helice                                    | Hirondelle                                     | Val de l'Orne                                  | Val de Loir                                    |
| Mère Helice                                    | Hirondelle                                     | Val de l'Orne                                  | Aglae                                          |
| Mère Helice                                    | Hirondelle                                     | Hermanville                                    | Cutlass                                        |
| Mère Helice                                    | Hirondelle                                     | Hermanville                                    | Peaceful Lane (famille 10-c)                   |